# Musikjahr 1704
Liste der Musikjahre

◄◄ | ◄ | 1700 | 1701 | 1702 | 1703 | Musikjahr 1704 | 1705 | 1706 | 1707 | 1708 | ► | ►►

Weitere Ereignisse
Dieser Artikel behandelt das Musikjahr 1704.

## Ereignisse
- Evaristo Felice Dall’Abaco wird erstmals als Cellist als Kammermusiker am Münchner Hof des Kurfürsten Maximilian II. Emanuel erwähnt.
- Der schottische Sänger und Komponist John Abell kehrt vom Hof des Duke of Ormonde, James Butler, 2. Duke of Ormonde, in Irland nach London zurück.[1]
- Johann Jacob Bach entschließt sich als Oboist in die Dienste, d. h. in die Hofkapelle König Karls XII. von Schweden zu treten. Diese Möglichkeit bot sich, da Karl XII. mit seinen Armeen im Laufe des Großen Nordischen Krieges in Polen bis nach Sachsen vorgedrungen war. Es gibt Vermutungen, dass sich das von seinem Bruder, Johann Sebastian Bach, komponierte Capriccio sopra la lontananza de il fratro dilettissimo in B-Dur (BWV 992) auf die Abreise seines Bruders Richtung Polen bezieht, jedoch ist dies nicht belegt. Es könnte auch anlässlich des Abschieds von Johann Sebastians Schulfreund Georg Erdmann entstanden sein.
- Ende des Jahres ziehen drei verwaiste Cousinen zweiten Grades von Johann Sebastian Bach nach Arnstadt, Töchter von Johann Michael Bach. Zu der jüngsten, Maria Barbara Bach, die nun im Hause des Bürgermeisters wohnt, entwickelt Bach eine feste Zuneigung.
- 17. August: Antonio Lotti avanciert als Nachfolger von Giacomo Spada zum 1. Organisten am Markusdom in Venedig.
- Johann Mattheson erhält in Hamburg den Posten als Hofmeister, bald auch Sekretär und Korrespondent des englischen Gesandten, den er bis ins hohe Alter ausüben wird und der ihm ein Auskommen und einen gehobenen sozialen Status sichert.
- Am 5. Dezember 1704 kommt es an der Hamburger Oper am Gänsemarkt während einer Vorstellung von Matthesons Oper Cleopatra zu einem Streit und Degenduell zwischen Georg Friedrich Händel und Mattheson. Letzterer berichtete später, das Duell sei nur ganz knapp glimpflich ausgegangen, weil seine „... Klinge im Stoßen auf einen breiten, metallenen Rockknopf des Gegners zersprungen“ sei.
- Johann Christoph Pepusch geht von Amsterdam nach London und arbeitet dort als Bratschist und schon bald auch als Komponist, Theaterdirektor, Musiktheoretiker und Organist.
- Andreas Silbermann beginnt sein Studium des französischen Orgelbaus beim Hoforgelbauer (Facteur d’orgues du Roy) François Thierry, einem Mitglied der bekannten französischen Orgelbauerfamilie Thierry in Paris. Er wird bis 1706 in Paris bleiben.
- Agostino Steffani ist im zweiten Jahr Rektor und Kurator an der Universität Heidelberg.
- Georg Philipp Telemann wird nach erfolgreicher Bewerbung von der Neukirche, der damaligen Universitätskirche der Stadt Leipzig, als Musikdirektor eingestellt. Die damit verbundene Organistenstelle gibt er allerdings an Studenten ab. Von Graf Erdmann II. von Promnitz erhält Telemann das Angebot, als Nachfolger von Wolfgang Caspar Printz Kapellmeister am Hof von Sorau in der Niederlausitz zu werden. Daraufhin bietet die Stadt Leipzig, die den neuen Kompositionsstil schätzt, Telemann das Thomaskantorat und die Nachfolge Johann Kuhnaus an. Doch bald verlässt Telemann Leipzig.
- Antonio Vivaldi, der seit 1703 bereits maestro di violino am Ospedale della Pietà in Venedig ist, übernimmt zusätzlich den Posten des maestro di viola all’inglese. Den Posten als Instrumentallehrer wird er – mit Unterbrechungen – bis 1716 behalten, dann wird er zum musikalischen Leiter berufen.

### Uraufführungen

#### Bühnenwerke

##### Oper
- Nach Neujahr: Reinhard Keisers Oper Der gestürzte und wieder erhöhte Nebukadnezar, König zu Babylon, ein Singspiel in drei Akten auf das Libretto von Christian Friedrich Hunold wird uraufgeführt.
- Das Comédie-ballet Le carnaval et la folie von André Cardinal Destouches, auf ein Libretto von Antoine Houdar de la Motte, erlebt seine Uraufführung am 3. Januar 1704.
- 20. Oktober: Die Uraufführung der Oper Die unglückselige Cleopatra, Königin von Egypten oder Die betrogene Staats-Liebe von Johann Mattheson auf das Libretto von Friedrich Christian Feustking findet am Theater am Gänsemarkt in Hamburg statt.

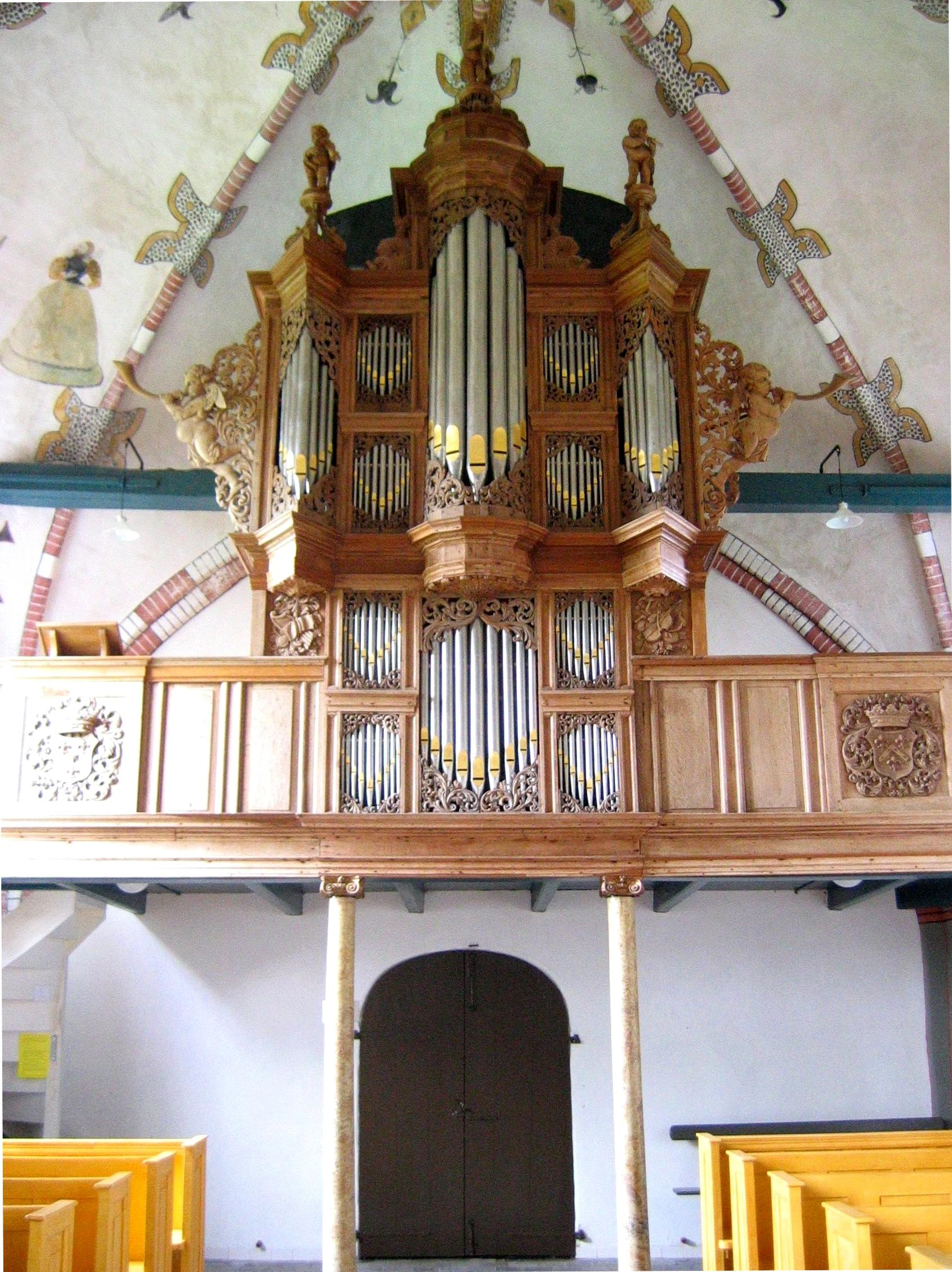
Orgel von Arp Schnitger in der Dorfkirche Godlinze, Niederlande

- Reinhard Keiser – Almira, Königin von Castilien (Singspiel in drei Akten; Libretto von Friedrich Christian Feustking, nach Giulio Pancieri; Partitur verschollen)
- Carlo Francesco Pollarolo – Irene
- Domenico Scarlatti – L’Irene (Dramma per musica; Neapel; 32 Arien und ein Duett sind erhalten)

##### Oratorium
- Reinhard Keiser schreibt sein Oratorium Der blutige und sterbende Jesus auf das Libretto von Christian Friedrich Hunold.

### Instrumentalmusik

#### Kammermusik
- Johann Philipp Krieger – 6 Suiten: Lustige Feld-Music für vier Blasinstrumente (Nürnberg)

### Vokalmusik

#### Kirchenlied
- Johann Mentzer – O dass ich tausend Zungen hätte

### Instrumentenbau
- Arp Schnitger baut die Orgeln für die Dorpskerk (Dorfkirche) in Eenum sowie die Dorpskerk in Godlinze.
- Die heute unter den Namen Sleeping Beauty, Betts und Liebig ex Schneiderhan bekannten Violinen werden in der Werkstatt von Antonio Stradivari gefertigt.

## Geboren

### Geburtsdatum gesichert
- 05. Januar: Johann Ernst Döring, deutscher Orgelbauer († 1787)
- 11. Juni: José Antonio Carlos de Seixas, portugiesischer Komponist und Cembalist († 1742)
- 27. August: Christoph Gottlieb Fröber, deutscher Kantor und Komponist († 1759)
- 28. September: Maria Caterina Negri, italienische Opernsängerin († nach 1744)
- 02. Oktober: František Ignác Tůma, tschechischer Komponist († 1774)
- 31. Dezember: Carl Gotthelf Gerlach, deutscher Organist, Komponist und Violinist († 1761)

### Genaues Geburtsdatum unbekannt
- Franz Anton Baumann, österreichischer Kirchenmusiker und Komponist († 1750)
- Carl Heinrich Graun, deutscher Komponist und Sänger († 1759)
- Johann Friedrich Ernst Müller, deutscher Orgelbauer († 1750)
- Claude Parisot, französischer Orgelbauer († 1784)

## Gestorben

### Todesdatum gesichert

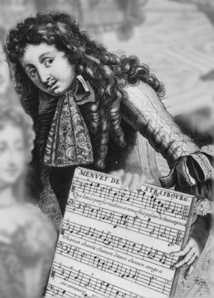
Marc-Antoine Charpentier; † 24. Februar

- 11. Februar: Heiso Meyer, deutscher Glocken- und Geschützgießer (* vor 1650)
- 23. Februar: Georg Muffat, französischer Musiker und Komponist (* 1653)
- 24. Februar: Marc-Antoine Charpentier, französischer Komponist zur Zeit des Sonnenkönigs Louis XIV (* 1643)
- 25. Februar: Isabella Leonarda, italienische Nonne und Komponistin (* 1620)
- 06. März: Christian Alander, schwedischer Philosoph und Musikschriftsteller (* 1660)
- 13. März: Michael Müller, deutscher Dichter und Kirchenlieddichter (* 1673)
- 11. April: Georg Christoph Strattner, deutscher Kirchenmusiker und Komponist (* 1644 oder 1645)
- 03. Mai: Heinrich Ignaz Franz Biber, böhmischer Geiger und Komponist (* 1644)

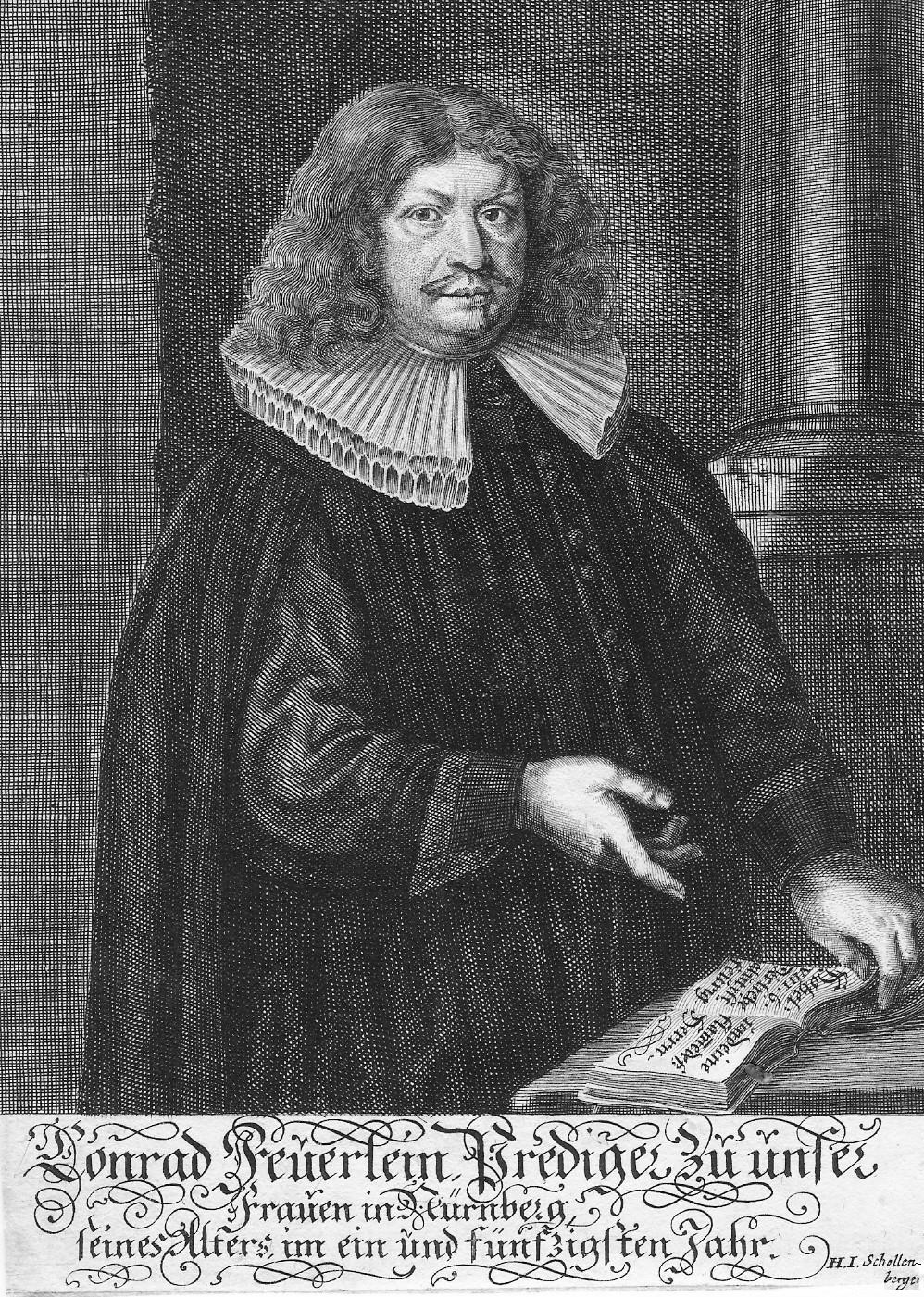
Konrad Feuerlein; † 28. Mai

- 21. Mai: Heinrich Elmenhorst, deutscher Theologe, Kirchenlieddichter und Librettist (* 1632)
- 28. Mai: Konrad Feuerlein, deutscher lutherischer Theologe und Kirchenliedkomponist (* 1629)
- 14. Juli: Karl Friedrich Rieck, deutscher Violinist und Komponist (* um 1650)
- 06. September: Francesco Provenzale, neapolitanischer Komponist (* 1624)
- 07. Oktober: Cyriakus Günther, deutscher Kirchenlieddichter (* 1650)
- 00. November: Gottfried Keller, deutsch-englischer Musiker und Komponist (* um 1650)

### Genaues Todesdatum unbekannt
- Jan Jiři Abersbach, böhmischer Priester und Komponist (* 1654)